# Yarden Gerbi
Yarden Gerbi (in ebraico ירדן ג'רבי‎?; Kfar Saba, 8 luglio 1989) è una judoka israeliana.

## Palmarès
- Giochi olimpici

Rio de Janeiro 2016: bronzo nei 63 kg.
- Mondiali

Rio de Janeiro 2013: oro nei 63 kg.
Chelyabinsk 2014: argento nei 63 kg.
- Europei

Chelyabinsk 2012: argento nei 63 kg.
Budapest 2013: bronzo nei 63 kg.
Baku 2015: bronzo nei 63 kg.